# یانگ جونگ-مو
یانگ جونگ-مو (انگلیسی: Yang Jung-mo؛ زادهٔ ۲۱ ژانویهٔ ۱۹۵۳) کشتی‌گیر اهل کره جنوبی است.